# Murrysville (Pensilvania)
Murrysville es una municipalidad ubicada en el condado de Westmoreland en el estado estadounidense de Pensilvania. En el año 2010 tenía una población de 20,079 habitantes y una densidad poblacional de 197.3 personas por km². Habitantes censados el 1 de julio del 2024: 20.729.

## Geografía
Murrysville se encuentra ubicada en las coordenadas 40°26′5″N 79°39′24″O / 40.43472, -79.65667.

## Demografía
- Según la Oficina del Censo en 2000 los ingresos medios por hogar en la localidad eran de $64,071 y los ingresos medios por familia eran $72,740. Los hombres tenían unos ingresos medios de $58,553 frente a los $32,567 para las mujeres. La renta per cápita para la localidad era de $32,017. Alrededor del 2.8% de la población estaba por debajo del umbral de pobreza.[4]

## Turismo[5]
- Jardines de madera larga:  La antigua finca de la familia du Pont, comprende alrededor de 400 hectáreas (1000 acres) y muestra más de 11000 plantas.

- Dorney Park y Wildwater Kingdom: parque de atracciones y parque acuático, situado en el valle de Lehigh, a aproximadamente 1,5 horas de Filadelfia, cuenta con docenas de atracciones, como montañas rusas y toboganes.

- Museo América sobre ruedas: Desde los primeros carruajes sin caballos hasta los primeros autos eléctricos, el Museo America on Wheels está lleno de exhibiciones educativas de transporte.

- Complejo turístico Knoebels: parque temático tradicional y una feria del condado. Una institución durante casi un siglo, puedes disfrutar de un picnic bajo los pabellones, explorar minimuseos sobre minería y americana, visitar un hábitat de águila calva. Está ubicado en un bosque de madera dura en Elysburg, Pensilvania.

- Museo Shriver House: una casa restaurada proporcionaba al Ejército Confederado. La casa estuvo ocupada durante la batalla, y hoy, la casa ha sido restaurada a su condición original y está abierta al público como museo. El museo ofrece una perspectiva fascinante del aspecto civil de la batalla de Gettysburg.

- Museo de la Revolución Americana: utiliza galerías de exhibición, teatro de objetos y escenas recreadas para llevar a los visitantes en un viaje desde el comienzo del conflicto en la década de 1760 hasta la creación de la nación.

- Museo Penn: Fundado en 1887, el museo de antropología y arqueología alberga casi un millón de objetos de arte y artefactos que muestran el desarrollo y los logros de la humanidad.